# Jean-Émile Jeannesson
Jean-Émile Jeannesson, né le 12 janvier 1932 aux Islettes (Meuse) et mort le 29 mai 2011, à Saint-Malo (Ille-et-Vilaine), est un journaliste et réalisateur français.

## Publications
- Bataille pour des Images - Lettres d'un bout du monde, Nathan, Paris, 1975
- Bataille pour des images - Une équipe de télévision en Inde, Nathan, Paris, 1976
- Bataille pour des images - Espagne. Année zéro, Nathan, Paris, 1977

## Filmographie
- La Boue et le feu, 1960
- Le petit fut, court métrage, 1963, avec Claude Mansard
- Six comédiens sans personnage, téléfilm, 1965, avec Michel Simon
- Lettre à un poète 1968, l'unique entretien télévisé de Georges Schehadé, diffusé le 24 décembre 1968 sur la 2e chaîne de l'ORTF
- Québec, oui !... Québec, non !..., reportage diffusé le dimanche 18 mai 1980 sur TF1.
- La vie et la comédie, téléfilm 1975 avec Dominique Lavanant
- Enquête sur la mort d’un ouvrier dans l’émission Histoire Vécue diffusée en 1975 sur Antenne2[4]
- Simone Veil, reportage diffusé le 2 septembre 1976 sur TF1

## Production d’émissions
- Histoire vécue (Antenne 2)
- Où va l'interview Monsieur ?, première diffusion le 15/11/1964 (ORTF)